# پادشاهی وستفالیا
پادشاهی وستفالیا (به انگلیسی: Kingdom of Westphalia) کشور نوینی بود که با جمعیت دومیلیون و شصت هزار آلمانی از سال ۱۸۰۷ تا سال ۱۸۱۳ وجود داشته‌است.

وسعت این کشور در حدود ۲۸۰۰ کیلومتر مربع در بخش‌هایی از آلمان کنون وجود داشته‌است. وستفالیا دولت وابسته به امپراتوری اول فرانسه با حکومت برادر ناپلئون بناپارت بوده‌است.